# Zilverdag
De Zilverdag of Nationale Zilverdag wordt jaarlijks gehouden in Schoonhoven, in de Nederlandse provincie Zuid-Holland, op 2e Pinksterdag. Tijdens deze dag wordt het vak van goud- en zilversmid naar buiten gebracht. De Schoonhovense goud- en zilversmeden, aangevuld met collega’s uit het land demonstreren de verschillende technieken en vertellen de ‘geheimen van de smid’ aan het publiek.
Een reeks Nederlandse instituten die op het vakgebied van goud en zilver iets te bieden hebben op het gebied van kwaliteitsvorming, kwaliteitscontrole en kwaliteitsborging, presenteren zich die dag aan het publiek. Zo zijn er de Waarborg, Verispect, de Orde van Taxateurs van Gouden en Zilveren werken, het Nederlands Edelsteen Laboratorium, de Vakschool Schoonhoven, het Nederlands Zilvermuseum Schoonhoven en het Gilde St. Eloy.
Voor het publiek zijn er naast de tentoonstellingen en demonstraties ook activiteiten om zelf aan deel te nemen. Traditioneel is er de ‘Draadsmeedwedstrijd’ waarbij het publiek wordt uitgedaagd uit een standaard stuk octagoon-zilver een zo lang mogelijke draad te smeden. Ook al vele jaren is er de ‘SilverChallenge’, de eendaagse expositie van het nieuwste werk van deelnemers aan de Zilverdag. Het publiek jureert het ‘mooiste’ werkstuk. Het Nederlands Zilvermuseum Schoonhoven heeft een speciale expositie, evenals het Schoonhovens Edelambachtshuijs. 
Traditioneel wordt de Nationale Zilverdag geopend door de burgemeester van Schoonhoven. 

## Geschiedenis
De eerste Zilverdag werd gehouden op 27 mei 1985, toen nog aangekondigd als Schoonhovense Zilvermarkt. Na dit bescheiden begin is deze dag uitgegroeid tot een cultureel-technisch evenement waarbij zo’n 150 deelnemers hun werk en vaardigheden tonen aan circa 25.000 bezoekers.
De Zilverdag als organisatie was in aanvang - 1985 - een Commissie van de VVV Schoonhoven. In 1990 is deze Commissie opgegaan in een stichting. De statuten van de Stichting Nationale Zilverdag werden op 16 november 1990 gepasseerd.
Sinds 1990 presenteert het evenement zich als de Nationale Zilverdag.
De 20e Nationale Zilverdag werd op 31 mei 2004 geopend door de commissaris van de Koningin in Zuid-Holland, Jan Franssen. De 25e Nationale Zilverdag werd op 1 juni 2009 geopend door de toenmalige Minister van Onderwijs, Cultuur en Wetenschap, Ronald Plasterk.